# Église Notre-Dame-des-Blancs-Manteaux
De Église Notre-Dame-des-Blancs-Manteaux (Onze-Lieve-Vrouwe der Witte Mantelskerk) is een rooms-katholieke kerk in de Franse hoofdstad Parijs, gesitueerd aan de Rue Abbé Migne in het 4e arrondissement.

## Geschiedenis
De naam van de kerk is afkomstig van een orde der bedelmonniken, genaamd Serfs de Marie (Horigen van Maria), die in de Middeleeuwen witte mantels droeg. De orde werd in 1250 op de locatie van de huidige kerk opgericht door Lodewijk IX van Frankrijk. Vanaf 1258 wijdden de monniken zich aan de Maria-Boodschap, tegelijkertijd met de bouw van de eerste kerk, die volgens een oost-westoriëntatie langs de Rue des Blancs-Manteaux liep.
De Serfs de Marie werden in de 17e eeuw opgevolgd door de Guillemites van Wilhelmus van Maleval, die zich baseerden op de Benedictijner orde. De priorij onderhield nauwe banden met de Église Saint-Germain-des-Prés, waarvan het het noviciaat was. In 1685 werd de eerste steen van de huidige kerk gelegd en het mannenklooster gerenoveerd. Laatstgenoemde werd in 1792 opgeëist door het gemeentebestuur. Een aantal gebouwen werden afgebroken - de rest veranderde in 1802 in een parochie. In de loop van de 19e eeuw kocht de parochie vrijwel al het meubilair van de kerk aan.

## Architectuur
De façade werd in 1863 onder leiding van de architect Baltard toegevoegd. Hij was afkomstig van de Église Saint-Elois-des-Barnabites, die op bevel van Baron Hausmann werd gesloten en afgebroken om de weg vrij te maken voor de Boulevard du Palais.

### Interieur
In de kerk is een schilderij te vinden van de Duitse schilder Joachim von Sandrart, evenals een indrukwekkende Beierse cathedra uit 1749, met ivoren inlegwerk. De orgels zijn ontworpen door de orgelmaker Kern. De eerste opnames van de muziek van organist Louis Thiry zijn afkomstig van dit orgel; hij speelde fantasieën en variaties van Jan Pieterszoon Sweelinck.